# Adolf Wallentheim
Adolf Valentin Wallentheim, född 14 oktober 1898 i Adolf Fredriks församling i Stockholm, död 22 augusti 1953 i Nacka, var en svensk politiker (socialdemokrat). Han var gift med politikern Annie Wallentheim.
Adolf Wallentheim var son till köpmannen Per Adolf Wallentheim. Efter studentexamen i Stockholm 1917 bedrev han studier vid Stockholms högskola och blev 1919 amanuens i Pensionsstyrelsen, där han 1932–1939 var tilförordad akturarie. Från 1939 var han sekreterare i Socialdemokratiska partiets informationsavdelning för kommunala frågor. 
Wallentheim var ordförande för SSU 1928–1934 och tog bland annat initiativet till inrättandet av förbundsskolan Bommersvik. 1932–1935 var han vice ordförande i Socialistiska ungdomsinternationalen. 
Han var senare riksdagsledamot för Stockholms läns valkrets från 1937 till sin död. Som sådan var han bland annat suppleant i stats- och utrikesutskottet och blev 1947 ordinarie ledamot av utrikesutskottet. Från 1936 var han ledamot av socialdemokratiska partistyrelsen. Wallentheim var sekreterare hos 1934 års sakkunniga rörande ungdomsarbetslösheten, ledamot av 1937 års utredning angående allmänna samlingslokaler och 1944 års utredning angående för kommunal samverkan samt ordförande i 1951 års skolstyrelseutredning. Makarna Wallentheim är begravda på Nacka norra kyrkogård.